# Nisan
Nisan (hebrejsky נִיסָן‎; z akkadského nisānu, ze sumerského nisag „první ovoce“) je první měsíc biblického a sedmý (v běžném roce) respektive osmý (v přestupném roce) měsíc občanského židovského kalendáře. V Tanachu je též pojmenován jako aviv (hebrejsky: אָבִיב‎), což znamená „zralý klas“ , neboť v tomto měsíci na Blízkém Východě dozrává ječmen. V rámci židovského kalendáře je nisan prvním jarním měsícem, trvá 30 dní. Podle gregoriánského kalendáře připadá nisan obvykle na březen-duben.
Během nisanu platí zvláštní předpis v židovské liturgii (neříká se kajícná modlitba Tachanun).
V turečtině a arabštině je nisan název měsíce dubna.

## Svátky a významné dny měsíce nisan
- Půst prvorozených – 14. nisanu
- Pesach – 15.–21. nisan (+ 22. nisan mimo Izrael)
- Jom ha-šo'a (Den vzpomínek na oběti šoa) – 27. nisan

## Járcajty
9. nisanŠlomo Jisra'el Ben Me'ir (roku 5730 = 1971 o. l.)
11. nisanJešaja Horowitz (roku 5390 = 1630 o. l.)
19. nisanJoachim Oppenheim (roku 5651 = 1891 o. l.)
Elijahu Bakši Doron (roku 5780 = 2020 o. l.)
27. nisanWolf Gold (roku 5716 = 1956 o. l.)